# Capsule temporelle

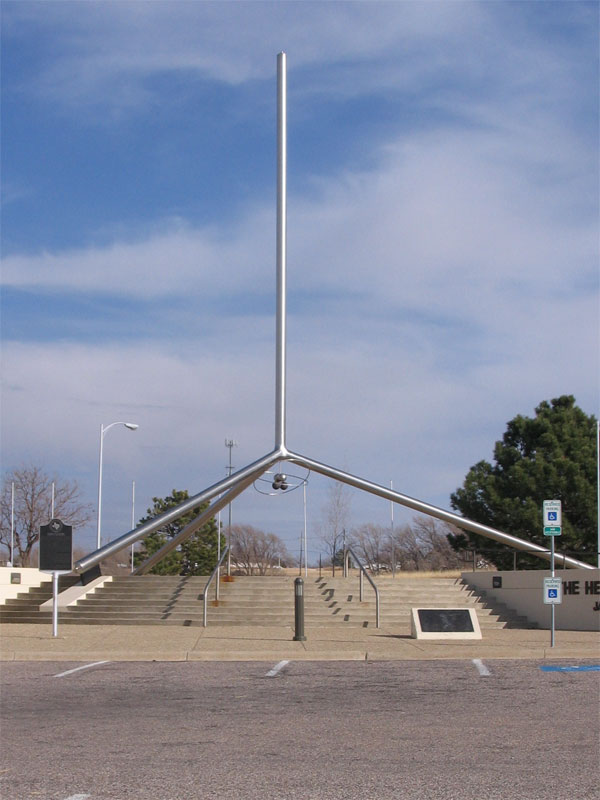
LHelium Centennial Time Columns Monument, situé à Amarillo (Texas), comporte quatre capsules temporelles d'acier inoxydable, qui doivent être ouvertes respectivement 25, 50, 100, et 1000 ans après leur scellement, en 1968.

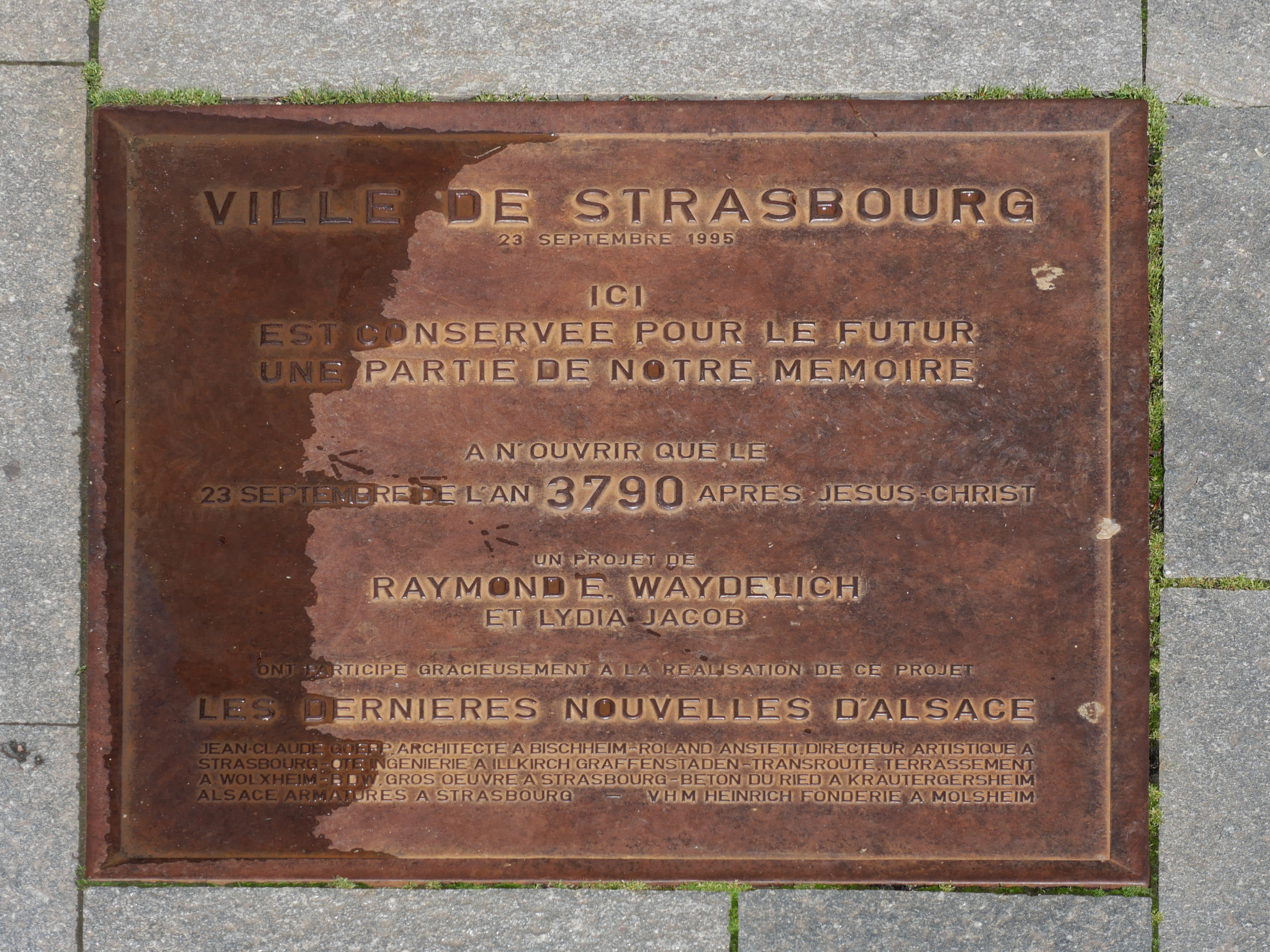
La Capsule Temporelle de Strasbourg, située à Strasbourg (Alsace), Enterrée le 23 septembre 1995, cette capsule temporelle est l'idée de Raymond Waydelich et Lidia Jacob, prévue pour être ouverte le 23 septembre 3790.

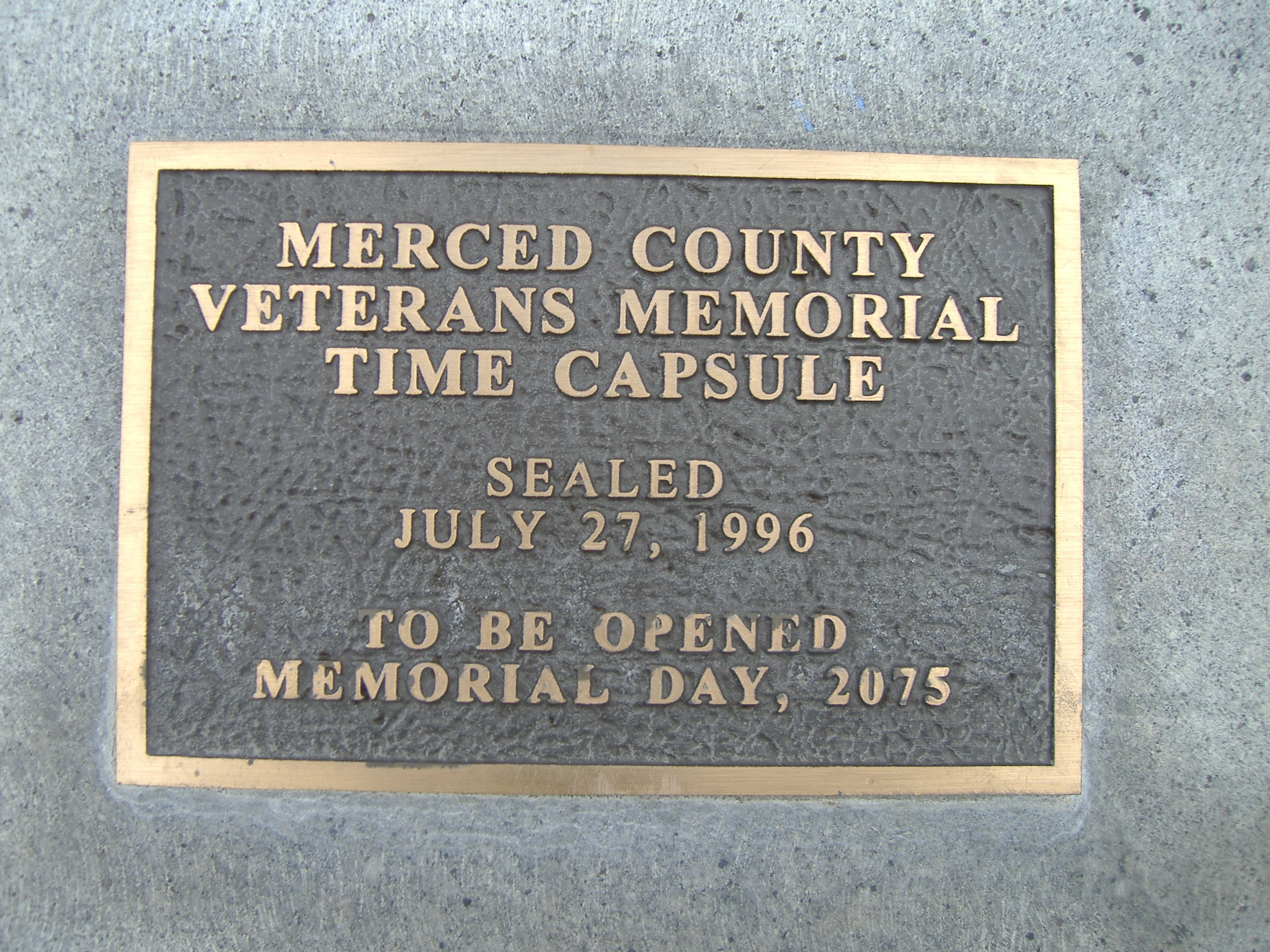
Écriteau sur la capsule temporelle du mémorial des vétérans du comté de Merced (Californie). Scellée en 1996, son ouverture est prévue en 2075.

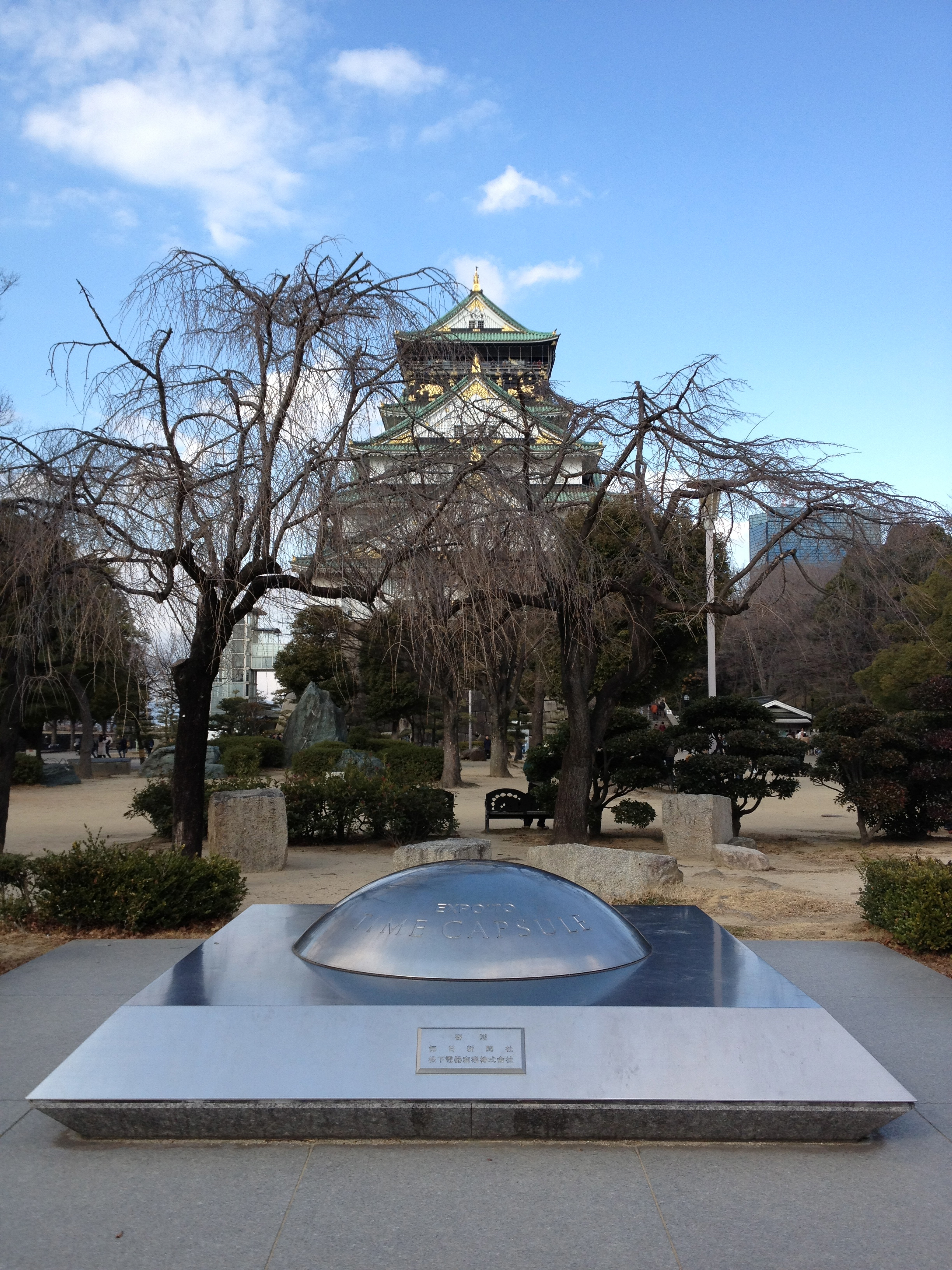
Capsule temporelle d'Osaka (Japon), déposée à l'occasion de l'exposition universelle de 1970, qui doit être ouverte en 6970.

Une capsule temporelle est une œuvre de sauvegarde collective de biens et d'informations, comme témoignage destiné aux générations futures. Les capsules temporelles sont parfois créées puis enterrées lors de cérémonies, comme l'exposition universelle ; ou ensevelies de manière involontaire comme à Pompéi. 
Le terme « capsule temporelle » est utilisé depuis 1939, mais l'idée est aussi vieille que les premières civilisations humaines de Mésopotamie.
Les capsules temporelles peuvent généralement être classées en quatre groupes (non exclusifs) :
- les intentionnelles ;
- les involontaires (comme à Pompéi) ;
- celles prévues pour être récupérées à une certaine date (souvent 10, 100, ou 1 000 ans après) ;
- celles dont la récupération n'est pas programmée (comme certaines sondes spatiales).

## Histoire
Le concept de capsule temporelle n'est pas récent. L'Épopée de Gilgamesh, l'une des premières œuvres de littérature au monde, débute par des instructions permettant de trouver une boîte de cuivre à l'intérieur des fondations des grands murs d'Uruk ; dans cette boîte se trouverait le conte de Gilgamesh, écrit sur une tablette de lapis-lazuli.
Un autre exemple pourrait être les lettres qu'ont coutume d'écrire à l'âge de douze ans les habitants de certaines régions du Japon, et qu'ils ouvrent à vingt ans[réf. souhaitée]. Ils redécouvrent ainsi leur vie et leurs projets tels qu'ils étaient huit ans plus tôt.

### Crypt of Civilization
La Crypt of Civilization est considérée comme la première capsule temporelle moderne,. Aménagée à partir de 1936, elle a été scellée à l'université d'Oglethorpe à Atlanta en 1940, et est destinée à être ouverte en 8113,. Elle contient des centaines d'objets représentatifs de l'époque, notamment sous forme de microfilms. On peut trouver dans la crypte – une pièce de six mètres sur trois et trois mètres de hauteur scellée d'une porte d'acier inoxydable – plus de huit-cents livres, enregistrements audios et films.

### Capsules temporelles de Westinghouse
Lors de l'exposition universelle de New York de 1939 fut présentée par la Westinghouse Corporation une capsule temporelle qui serait récupérée cinq-mille ans après son enfouissement. Westinghouse travailla sur la technologie et la logistique, tandis qu'un comité commençait le laborieux choix du contenu.
L'objet résultant est une capsule sous forme d'obus construite à partir d'un alliage de cuivre, de chrome et d'argent, appelé Copaloy. Le contenu, scellé à l'intérieur d'une enveloppe en verre hermétique, tente de refléter la vie américaine de l'époque. Il est divisé en cinq domaines : les petits objets d'utilité commune, les textiles et matériaux, les objets divers, les œuvres littéraires, et les films d'actualités (contenus dans un microfilm). On peut notamment y trouver des stylos-plumes, des articles de journaux, des échantillons de tissus, métaux, plastiques et des graines.
Connue sous le nom de Time Capsule I (ou Time Capsule of Cupaloy) et inaugurant l'usage du terme, la capsule originale fut suivie en 1965 par une seconde capsule, Time Capsule II, enterrée à trois mètres au nord de la première. Les deux capsules se trouvent à quinze mètres sous terre dans le parc de Flushing Meadows, site de l'exposition. Leur ouverture est prévue la même année, en 6939.
Plus récemment[Quand ?], Westinghouse a aussi créé une plus petite capsule temporelle de Plexiglas, enterrée sous l'hôtel New York Marriott Marquis, au cœur du New York's theater district.

### Capsules temporelles contemporaines
Actuellement, plusieurs capsules temporelles effectuent un voyage sans retour dans notre Galaxie. Les plaques de Pioneer, des plaques métalliques gravées, ont été embarquées à bord des sondes Pioneer, à l'intention d'éventuels êtres extraterrestres qui les trouveraient dans un futur lointain. De la même manière, le Voyager Golden Record a été embarqué sur les deux sondes Voyager, lancées en 1977.
Le projet KEO comprend le lancement d'une capsule temporelle en 2015, dont le retour sur Terre est prévu cinquante-mille ans plus tard. La capsule contient des messages textuels de nombreuses personnes à travers le monde, envoyés à KEO par Internet ou par voie postale.
À l'occasion de ses trente-cinq ans, le fabricant de puces électroniques Intel a enterré une capsule temporelle au siège de sa firme, à Santa Clara. Cette capsule contient une tranche de silicium (wafer, support de base des microprocesseurs et autres circuits intégrés), des échantillons de ses processeurs ainsi qu'un article de journal parlant d'une usine d'Intel. Réalisée en bois d'olivier, l'ouverture de la capsule est prévue en 2018, pour les cinquante ans de la firme.
En 2018, l'Arch Mission Foundation a fait lancer dans l'espace un disque comprenant plusieurs ouvrages issus de projets open data ; ce disque devrait rester intact pendant plusieurs millions d'années,.
Depuis 2012, sont développées des capsules ADN qui peuvent contenir l’équivalent d’un centre de données.

### Autres exemples
Sous la première pierre du palais des Nations (Genève, Suisse), siège de l'ancienne Société des Nations, se trouve depuis les années 1930 une capsule temporelle qui contient entre autres la liste de tous les membres de la SDN, une copie de ses actes constitutifs et des pièces de monnaie de tous les pays membres.
En 1964, Dwight D. Eisenhower, ancien chef des armées alliées en Europe pendant la Seconde Guerre mondiale, laisse des documents dans une fosse du cimetière américain de Colleville-sur-Mer, avec consigne de ne l'ouvrir que le 6 juin 2044.
Lors d'une visite en Australie en 1986, la reine d'Australie Élisabeth II rédige une lettre à l'attention des habitants de Sydney avec pour instruction de ne pas l'ouvrir avant 2085 ; la lettre est conservée au Queen Victoria Building.
En 2021, une statue du Général Lee déboulonnée à la suite de l'affaire George Floyd a révélé deux capsules temporelles placées en 1887, après la Guerre de Sécession, dans le socle et le piédestal de la statue.
En 2024, une forme de vie isolée depuis 2 milliards d'années a été découverte dans le complexe igné du Bushveld en Afrique du Sud,.
Les nids d'oiseaux accumulant années après années des morceaux plastiques dont certains sont datés constituent des capsules temporelles,.
La question de la création de capsules temporelles informatiques contenant un fichier dont la lecture n'est pas possible avant une certaine date, rapprochée ou lointaine, est une question qui a été posée dans le milieu de la cryptographie. Il a ainsi été envisagé a titre expérimental de créer un fichier dont la clé de déchiffrement, LCS35, aurait nécessité 35 ans de calculs continus. Créée en 1999, la clé a été déchiffrée en 2019, soit 15 ans avant la date prévue.

## International Time Capsule Society
L'International Time Capsule Society a été créée pour tenir à jour une base de données de l'ensemble des capsules temporelles existantes,.

## Au cinéma
La trame du film américain Prédictions (2009) est basé sur l'ouverture d'une capsule temporelle qui avait été enterrée en 1959. On trouve également une capsule temporelle dans le film Kalamazoo? sorti en 2006.
Dans Retour vers le futur 2 (1989), Marty McFly est abordé en 1955 par un coursier en voiture qui lui apporte une lettre postée 70 ans plus tôt (première capsule temporelle) lui indiquant comment revenir en 1985, grâce à la DeLorean (machine à voyager dans le temps) qu'il a cachée en 1885 dans une ancienne mine d'argent (deuxième capsule temporelle).

## Critiques

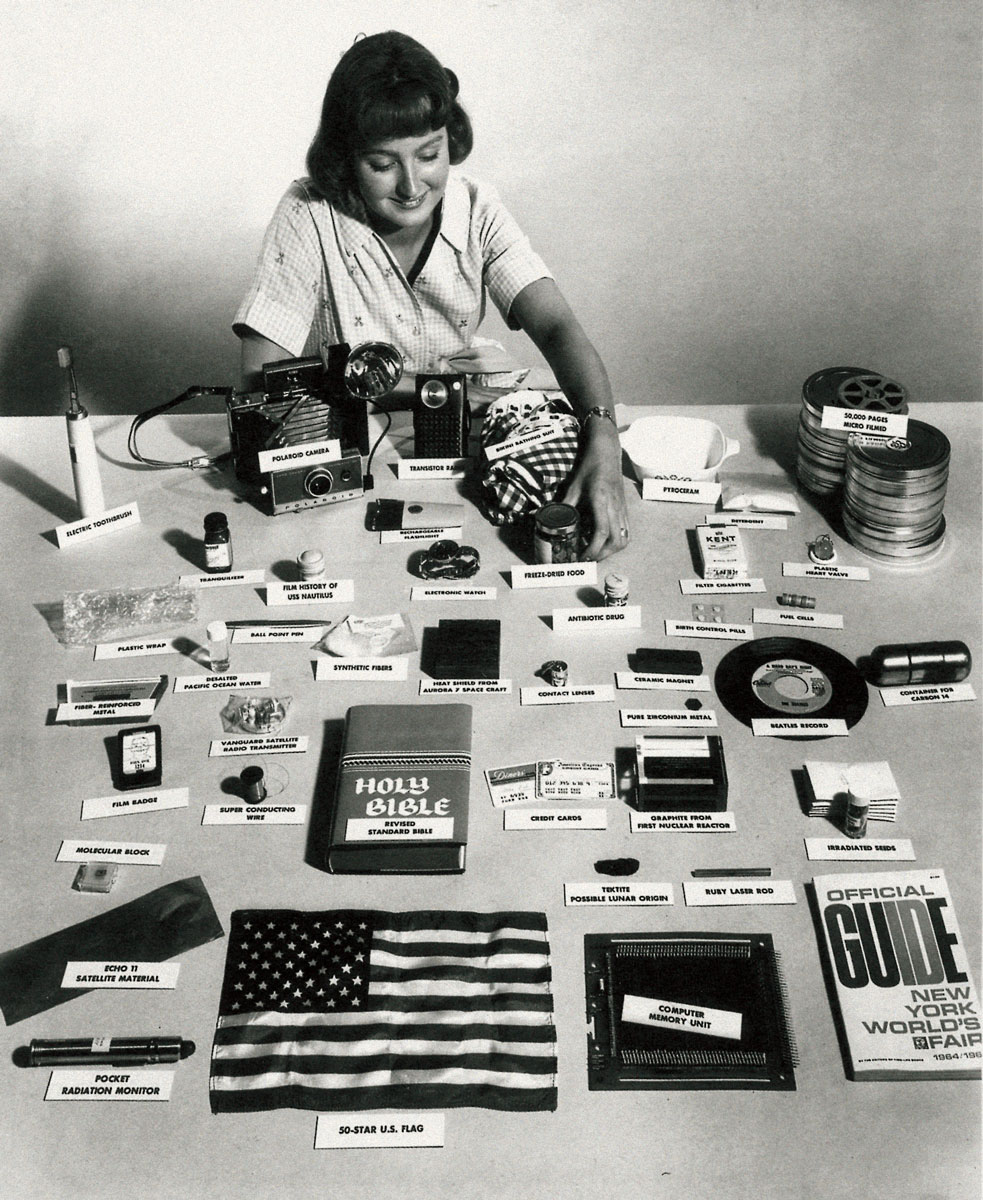
Objets divers préparés pour la Westinghouse Time Capsule, créée pour l'Exposition universelle de New York de 1964-1965, qui devait être ouverte dans 5000 ans

Selon l'historien William Jarvis, la plupart des capsules temporelles ne fournissent pas d'informations historiques utiles. Elles sont généralement remplies de « bidules inutiles » (useless junk), qui en disent peu sur les gens de l'époque. En comparaison, Pompéi est un véritable trésor sur la vie quotidienne des pompéiens, avec ses graffitis antiques sur les murs, la nourriture dans ses foyers, ou encore ses restes de personnes emprisonnées sous les cendres volcaniques. Beaucoup de capsules temporelles contemporaines ne contiennent que des artéfacts de valeur limitée pour les futurs historiens. Les historiens suggèrent que des objets décrivant la vie quotidienne – telles que des notes personnelles, des images et d'autres documents – augmenteraient considérablement la valeur des capsules temporelles aux yeux des futurs historiens.
Si les capsules temporelles ont pour fonction d'être des sortes de musées préservant la culture d'une époque particulière afin de permettre son étude, elles jouent mal ce rôle car par définition, elles sont maintenues scellées pour une durée déterminée. Les générations futures antérieures à la date de récupération n'auront donc aucun accès aux artefacts, et ne pourront pas étudier directement le contenu des capsules. Ainsi, les capsules peuvent être vues, concernant leur utilité vis-à-vis des historiens, comme des musées inaccessibles.
Les historiens concèdent également qu'il risque d'y avoir un certain nombre de problèmes de conservation des médias, dont l'information ne pourra peut-être pas être transmise dans le futur. La pérennité des données est menacée par la détérioration des supports de stockage électroniques et magnétiques, mais aussi par l'évolution des technologies, qui rend rapidement les technologies d'époque obsolètes. La question des langues est également à prendre en compte si la capsule est récupérée dans un avenir très lointain. Aussi, beaucoup de capsules enterrées sont perdues : l'intérêt leur étant porté s'affaiblissant, leur localisation précise est oubliée. Peut-être même seront-elles détruites quelques années plus tard, si des précautions adéquates n'ont pas été prises.
Enfin, le contenu de la capsule une fois ouverte peut ne pas être révélé au grand public pour des raisons politiques, idéologiques et/ou religieuses. Ainsi, de nombreuses capsules temporelles qui avaient été déposées en Russie sous le régime soviétique sont aujourd'hui ouvertes par les autorités russes, mais leur ouverture se fait en petit comité et le contenu des messages est faiblement diffusé. On peut supposer que c'est parce que l'idéologie officielle de la Russie actuelle ne cadre plus avec les rêves de « triomphe du communisme à l'échelle mondiale », de « constant progrès technologique » ou d'« édification du nouvel Homme socialiste » sans doute laissés dans les messages rédigés par les mouvements de jeunesse (Pionniers, Komsomol) ou cadres soviétiques[réf. nécessaire].